# Schnellville
Schnellville ist ein Census-designated place (CDP) in Dubois County im Bundesstaat Indiana der Vereinigten Staaten.

## Geschichte
Schnellville wurde von dem aus Deutschland stammenden namens Henry Schnell gegründet,  Schnell war am 22. Oktober 1821 in Giesel (heute Landkreis Fulda) als Sohn des Kleinbauern Heinrich Schnell und dessen Frau Maria geboren worden. Im Alter von 25 Jahren wanderte er 1847 nach Amerika aus, wo er auf einem Dampfschiff, beim Eisenbahnbau und bei der Erweiterung des Eriekanals arbeitete. 1851 kehrte er nach Deutschland zurück, um seine Familie mit nach Amerika zu nehmen. In seinem Heimatort musste er erfahren, dass seine Frau und sein Sohn zwischenzeitlich verstorben waren. Er kehrte danach in die Vereinigten Staaten zurück und ließ sich in Dubois County nieder, wo er 16 ha Land kaufte. Dieses verkaufte er ein paar Jahre später und zog nach Louisville (Kentucky). Drei Jahre später zog er zurück nach Dubois, kaufte dort eine Farm und eröffnete einen Laden. Ein Jahr später verkaufte diese Farm und kaufte eine andere, um wieder Landwirtschaft zu betreiben. Er kaufte dann ein geeignetes Grundstück, auf dem seit dem 27. November 1865 Schnellville besteht. Henry Schnell baute 1876 ein Sägewerk und eine Mühle auf weiteren ungefähr 150 ha zugekauftem Ackerland. Er verstarb am 25. Mai 1900 und wurde auf dem Friedhof von Schnellville bestattet.
1873 beantragten die Einwohner von Schnellville beim zuständigen Bischof vom Erzbistum Indianapolis, als dieser in Dubois County Jugendliche firmte, die Genehmigung einer eigenen Kirchengemeinde. Zum 10. November 1873 wurde die Erlaubnis erteilt und mit dem Bau einer Kirche von 18 m Länge, 12 m Breite und einer Deckenhöhe von 6 m  begonnen. Die Kirche, mit Baukosten von 1600 $ wurde am 1. November 1874 eingeweiht. Am 24. April 1898 wurde die Kirche mit allen Unterlagen vollständig durch einen Brand zerstört. Der damalige Priester, Pater John Schueth, besuchte alle Familien der Gemeinde, um sie kennenzulernen und bat um Spenden für eine Kirchenneubau. Vom Bischof erhielt er dazu eine schnelle Genehmigung. Die Mitglieder der Gemeinde erbauten in Eigenleistung das neue Gebäude. Nach 25 Monaten Bauzeit wurde die neue Kirche am 24. Oktober 1926 geweiht.
1903 war eine neue Schule gebaut worden. Unterrichtet wurden die Kinder hauptsächlich von Benediktinerinnen aus Ferdinand Township.